# The Happy Blues
The Happy Blues — студійний альбом американського джазового саксофоніста Джина Еммонса, випущений у 1956 році лейблом Prestige Records.

## Опис
The Happy Blues вважається однією з найкращих студійних джем-сесій в історії джазу (Скотт Янов, AllMusic). Тенор-саксофоніст Джин Еммонс записав альбом разом з трубачем Артом Фармером, альт-саксофоністом Джекі Мак-Ліном, піаністом Дюком Джорданом, контрабасистом Еддісоном Фармером, ударником Артом Тейлором і перкусіоністом (конга) Кандідо. Запис відбувся 23 квітня 1956 року на студії Van Gelder Studio в Гекенсеку (Нью-Джерсі).
Альбом включає чотири композиції, серед яких найбільше виділяється заглавна «The Happy Blues», яка містить незабутні соло і спонтанні рифи духових. Інші — «The Great Lie», «Can't We Be Friends» і «Madhouse» також досить приємні треки.

## Список композицій
1. «The Happy Blues» (Арт Фармер) — 12:08
2. «The Great Lie» (Кеб Колловей, Енді Гібсон) — 8:42
3. «Can't We Be Friends?» (Пол Джеймс, Кей Свіфт) — 12:54
4. «Madhouse» (Джекі Мак-Лін) — 6:42

## Учасники запису
- Джин Еммонс — тенор-саксофон
- Арт Фармер — труба
- Джекі Мак-Лін — альт-саксофон
- Дюк Джордан — фортепіано
- Еддісон Фармер — контрабас
- Арт Тейлор — ударні
- Кандідо — конґа

Технічний персонал
- Боб Вейнсток — продюсер
- Руді Ван Гелдер — інженер звукозапису
- Том Геннан — обкладинка
- Айра Гітлер — текст до платівки

## Видання
| Країна | Дата | Лейбл    | Формат | Каталог   |
| ------ | ---- | -------- | ------ | --------- |
| США    | 1956 | Prestige | LP     | PRLP 7039 |